# Kanton Mazamet-2 Vallée du Thoré
Der Kanton Mazamet-2 Vallée du Thoré ist seit 2015 ein französischer Wahlkreis für die Wahl des Départementrats im Arrondissement Castres im Département Tarn in der Region Okzitanien; sein Bureau centralisateur befindet sich in Mazamet.

## Gemeinden
Der Kanton besteht aus zwölf Gemeinden und Gemeindeteilen mit insgesamt 17.177 Einwohnern (Stand: 1. Januar 2022) auf einer Gesamtfläche von 288,97 km²:
| Gemeinde                         | Einwohner 1. Januar 2022 | Fläche km² | Dichte Einw./km² | Code INSEE | Postleitzahl |
| -------------------------------- | ------------------------ | ---------- | ---------------- | ---------- | ------------ |
| Albine                           | 512                      | 17,15      | 30               | 81005      | 81240        |
| Bout-du-Pont-de-Larn             | 1.249                    | 7,63       | 164              | 81036      | 81660        |
| Labastide-Rouairoux              | 1.418                    | 23,67      | 60               | 81115      | 81270        |
| Lacabarède                       | 289                      | 14,50      | 20               | 81121      | 81240        |
| Le Rialet                        | 63                       | 7,64       | 8                | 81223      | 81240        |
| Le Vintrou                       | 91                       | 11,38      | 8                | 81321      | 81240        |
| Mazamet                          | 7.730                    | 71,17      | 109              | 81163      | 81200        |
| Pont-de-Larn                     | 2.866                    | 34,51      | 83               | 81209      | 81660        |
| Rouairoux                        | 387                      | 28,48      | 14               | 81231      | 81240        |
| Saint-Amans-Soult                | 1.524                    | 24,87      | 61               | 81238      | 81240        |
| Saint-Amans-Valtoret             | 862                      | 35,58      | 24               | 81239      | 81240        |
| Sauveterre                       | 186                      | 12,39      | 15               | 81278      | 81240        |
| Kanton Mazamet-2 Vallée du Thoré | 17.177                   | 288,97     | 59               | 8117       | –            |

1. ↑   Nur der südöstliche Teil der Gemeinde, der Rest gehört zum Kanton Mazamet-1.